# Gouvernement Kouyaté
République de Guinée
Fall Souaré
Le gouvernement Kouyaté est un gouvernement guinéen dirigé par Lansana Kouyaté entre le 28 mars 2007 et le 20 mai 2008.

## Historique
En 2007, une longue période de tensions politiques et sociales conduit à une grève générale à partir du 10 janvier, dont la répression se soldera par de nombreuses victimes. Les grévistes réclament la démission du président Lansana Conté, qui veut alors nommer l'un de ses proches, Eugène Camara, au poste de Premier ministre, mais ce choix est rejeté par les syndicats. C'est finalement Lansana Kouyaté qui obtient le poste le 26 février. Il constitue un nouveau gouvernement qui ne compte aucun ministre de la précédente équipe. Tous sont des acteurs de la société civile,.

## Composition

### Initiale (28 mars 2007)
| Image | Portefeuille                                                                         | Titulaire | Titulaire                       |
| ----- | ------------------------------------------------------------------------------------ | --------- | ------------------------------- |
|       | Premier ministre                                                                     |           | Lansana Kouyaté                 |
|       | Ministre d’État Ministre de l’Intérieur et Sécurité                                  |           | Mamadou M’Boh Keïta             |
|       | Ministre de l’Économie, des Finances et du Plan                                      |           | Ousmane Doré                    |
|       | Ministre de la Coopération, de l'Intégration africaine et des Guinéens de l’étranger |           | Abdoul Kabèlè Camara            |
|       | Ministre de la Défense nationale                                                     |           | Arafan Camara                   |
|       | Ministre de la Justice et Droits de l’Homme                                          |           | Paulette Kourouma               |
|       | Ministre de l’Emploi, de la Fonction publique et de la Réforme de l’administration   |           | Amadou Diallo                   |
|       | Ministre des Mines                                                                   |           | Ahmed Kanté                     |
|       | Ministre de l'Énergie et de l'Hydraulique                                            |           | Commandant Gomou Gnanga Koumata |
|       | Ministre de l’Agriculture, de l'Élevage, Environnement, des Eaux et Forêts           |           | Mamadou Camara                  |
|       | Ministre de la Pêche et de l'Aquaculture                                             |           | Mohamed Youla                   |
|       | Ministre du Commerce de l’Industrie, du Tourisme et de l'Artisanat                   |           | Mamadi Traoré                   |
|       | Ministre des Transports                                                              |           | Boubacar Sow                    |
|       | Ministre de l’Éducation et des Recherches scientifiques                              |           | Ousmane Souaré                  |
|       | Ministre des Télécommunications et des Nouvelles technologies de l’information       |           | Justin Morel Junior             |
|       | Ministre de la Santé publique                                                        |           | Maimouna Bah                    |
|       | Ministre du Contrôle économique et financier, de l'Éthique et de la Transparence     |           | Saidou Diallo                   |
|       | Ministre des Affaires sociales, des Conditions féminines et de l'Enfance             |           | Hadja Tété Nabé                 |
|       | Ministre de la Jeunesse, de la Culture et des Sports                                 |           | Baidi Aribot                    |
|       | Ministre des Travaux publics , de l'Urbanisme et de l'Habitat                        |           | Thierno Oumar Bah               |

### Secrétaires d’État
| Image | Portefeuille                                | Titulaire | Titulaire               |
| ----- | ------------------------------------------- | --------- | ----------------------- |
|       | Secrétaire général des Affaires religieuses |           | Mamadou Chérif Nabaniou |
|       | Secrétaire général du Gouvernement          |           | Oury Bailo Bah          |
|       | Secrétaire général à la Présidence          |           | Sam Mamadou Soumah      |